# Аксарай (ил)
Аксарай (тур. Aksaray) — ил в составе Турции.

## География
Ил Аксарай на востоке граничит с илом Невшехир, на севере — с илами Кыршехир и Анкара, на западе и юге — с илом Конья, на юге-востоке — с илом Нигде.
Территория ила Аксарай является частью географической и исторической области Каппадокия.
На северо-западе ила расположено солёное бессточное озеро Туз.

## Население
Население — 396 084 жителей (2009).
Крупнейший город — Аксарай.

## Административное деление

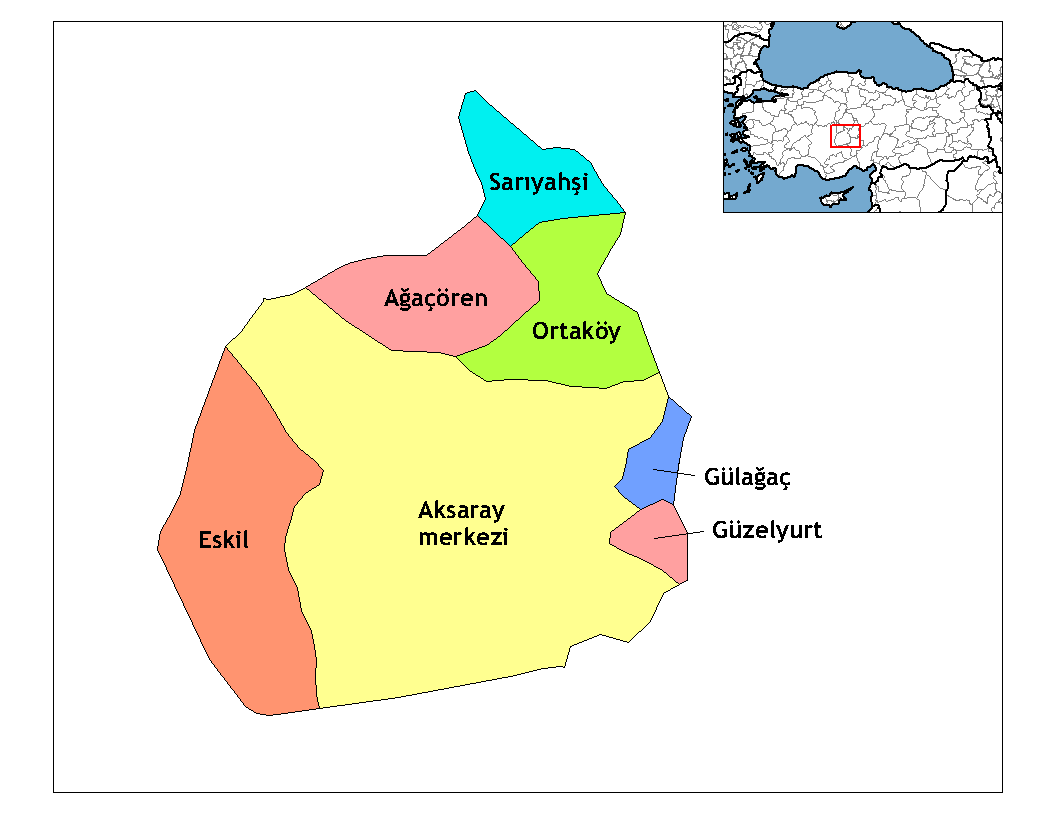

Ил Аксарай делится на 7 районов:
1. Аксарай (Aksaray)
2. Агачёрен (Ağaçören)
3. Эскиль (Eskil)
4. Гюлагач (Gülağaç)
5. Гюзельюрт (Güzelyurt)
6. Ортакёй (Ortaköy)
7. Сарыяхши (Sarıyahşi)